# Самуил Китроски
Самуил (на гръцки: Σαμουήλ) е гръцки духовник.

## Биография
На 25 октомври 1838 година Самуил е избран и по-късно е ръкоположен в катедралната църква на Струмица „Свети Димитър“  за китроски епископ. Управлението му завършва в 1840 година вероятно поради смъртта му.